# Ар-сюр-Форман
Ар-сюр-Форман (фр. Ars-sur-Formans) — коммуна во французском департаменте Эн, округа Бурк-ан-Брес, кантона Рейрьё.

## Географическое положение
Располагается в 35 км севернее Лиона на высоте 226—281 м над уровнем моря.

## История
Деревня Ар впервые упоминается в документах, датированных 969 годом. В XI веке ей владел дворянский род Ар, передавший затем эти земли монастырю недалеко от Лиона. Около 1409 года деревня была полностью сожжена во время религиозных войн. 
В 1592 году земли перешли во владение дворян Гарнье-де-Гаре, которым до сих пор принадлежит местный замок.
Начиная с 1826 года, Ар-сюр-Форман является местом паломничества к местному святому Жану-Мари Вианней, на службы и исповеди к которому ежегодно стекалось около 100 000 прихожан, и ставшему после своей канонизации в 1925 году покровителем приходских священников и исповедников всего мира.

## Население
Население коммуны на 2010 год составляло 1367 человек.
| 1962 | 1968 | 1975 | 1982 | 1990 | 1999 | 2010 |
| ---- | ---- | ---- | ---- | ---- | ---- | ---- |
| 460  | 496  | 480  | 719  | 851  | 1100 | 1367 |

## Достопримечательности
- Дом Жана-Мари Вианнея
- Церковь и усыпальница Жана-Мари Вианней

## Города-побратимы
- Фрайхальден, часть коммуны Еттинген-Шеппах, Германия